# Хлопотнов, Юрий Викторович
Ю́рий Ви́кторович Хлопотно́в (род. 12 октября 1952 года, Сталиногорск) — советский футболист, нападающий. Мастер спорта СССР (1977). Заслуженный работник физической культуры Российской Федерации (2007).
Футболом начал заниматься в детской команде новомосковского «Химика» у тренера Виктора Петровича Клеймёнова. Во время службы в спортроте в Таллине стал победителем первенства Эстонской ССР. В Высшей лиге дебютировал в 1974 году в составе кишинёвского «Нистру». Два года отыграл в московском «Торпедо». За столичный клуб провёл по одному матчу в Кубке чемпионов 1977/1978 и Кубке УЕФА 1978/1979 против португальской «Бенфики» и немецкого «Штутгарта». В 1979 году вернулся в Кишинёв, где выступал ещё пять сезонов. Завершил карьеру в ставропольском «Динамо».
12 лет тренировал команду Московского энергетического института. В качестве главного арбитра отсудил 12 игр в Высшей лиге, был инспектором матчей. С 1999 года — в Федерации хоккея с мячом.
Сын — Денис Хлопотнов, бывший вратарь сборной России по хоккею с шайбой.

## Достижения
«Торпедо»
- Бронзовый призёр чемпионата СССР: 1977
- Финалист Кубка СССР: 1977